# Татјана Вешкурова
Татјана Леонидовна Вешкурова (рус. Татьяна Леонидовна Вешкурова; Перм, 23. септембар 1981. је руска атлетичарка, која се такмичи у тркама на: 200 м, 400 м и штафети 4 х 400 м.
Први тренери су јој били родитељи Леонид и Људмила Вешкуров. Чланица је АК Динамо. Тренер јој је Риф Табабилов.
Године 2001. Татјана Вешкурова је избачена из Спортсе гимназије као антиталенат. Међутим, она је наставила да тренира. Године 2005, Татјана је постигла резултат од 52,50 секунди на 400 метара.
На Европском првенству 2006. одржаном у Гетеборгу освојила је сребрну медаљу на 400 метара и златну медаљу у штафети 4 х 400 метара.
Највећи успех постигла је на Летњим олимпијским играма 2008. у Пекингу, где је у квалификацијама трчала у руској штафети 4 х 400 метара, али није учествовала у финалу, када је штафета поставила национални рекорд, стигавши друга иза екипе САД. Вешкурова је добила сребрну медаљу.

## Лични рекорди
На отвореном:
- 200 метара — 22,92 2. август 2008. Иркутск
- 400 метара — 49,99 16. јули 2006. Тула

У дворани:
- 200 метара — 23,58 24. јануар 2006. Москва
- 300 метара — 37,51 7. јануар 2007. Екатеринбург
- 400 метара — 53,28 4. фебруар 2006. Штутгарт
- 500 метара — 1:10,28 7. јануар 2007. Екатеринбург